# Jan Ceulemans
Jan Anna Gummaar Ceulemans (* 28. Februar 1957 in Lier) ist ein ehemaliger belgischer Fußballspieler. „Cazze“ Ceulemans ist dreifacher belgischer Fußballer des Jahres (1980, 1985, 1986). Von der FIFA wurde er auf die Liste der besten lebenden Fußballspieler aller Zeiten FIFA 100 aufgenommen.

## Laufbahn

### Vereine
Die fußballerische Laufbahn des Linksfußes begann 1967 in Lierse. Er spielte dort bis 1978 – am 26. März 1977 hatte er bereits in der Nationalmannschaft debütiert – und absolvierte in den zwei Runden 1976/77 und 1977/78 in der Liga 66 Spiele mit 26 Toren. In der Saison 1975/76 hatte sich Lierse in das Pokalfinale gespielt. Zur Runde 1978/79 wechselte der junge Nationalspieler zum FC Brügge. Mit Brügge feierte er 1980, 1988, 1990 und 1992 die Meisterschaft, wurde 1985 und 1986 Vizemeister und gewann 1986 und 1991 auch den Belgischen Pokal, nachdem er 1979 und 1983 in zwei Pokalfinals mit seiner Mannschaft unterlegen war. Mit Brügge setzte er sich in den Jahren 1980, 1986, 1988, 1990, 1991 und 1992 jeweils im Finale des Belgischen Supercup durch.
Auf nationaler Ebene absolvierte er für den Lierse SK und den FC Brügge insgesamt 517 Erstligaspiele, in denen er 230 Tore erzielen konnte. In der Serie 1979/80 stellte er seinen persönlichen Rekord mit 29 Toren in 34 Ligaspielen auf. Bei der Wahl zu Europas Fußballer des Jahres belegte er in dieser Saison den fünften Rang.

### Nationalmannschaft, 1977 bis 1991
Ceulemans war ein Stürmer und Mittelfeldspieler, der für Belgien zwischen 1980 und 1990 an allen wichtigen internationalen Turnieren teilnahm. Sein größter Erfolg war die Vize-Europameisterschaft 1980. Im ersten Gruppenspiel in der Endrunde in Italien, egalisierte er die 1:0-Führung von England durch Ray Wilkins mit seinem Tor in der 30. Minute. Auch gegen Spanien (2:1), Italien (0:0) und im Finale am 22. Juni in Rom gegen Deutschland bei der knappen 1:2-Niederlage stürmte er für Belgien. In der Qualifikation zur Fußball-Weltmeisterschaft 1982 in Spanien erzielte er in sieben Spielen zwei Tore. Im WM-Turnier kamen die Endrundenspiele gegen den argentinischen Titelverteidiger, El Salvador, Ungarn, Polen und die Sowjetunion hinzu. In der Qualifikation zur Fußball-Europameisterschaft 1984 in Frankreich bestritt Ceulemans alle sechs Partien in der Gruppe 1 gegen die Schweiz, DDR und Schottland und erzielte beim 2:1-Erfolg am 27. April 1983 in Brüssel gegen die DDR in der 18. Minute den 1:1-Ausgleichstreffer. In der Endrunde verloren die Spieler von Trainer Guy Thys gegen Gastgeber Frankreich (0:5) und Dänemark (2:3) und konnten sich nur mit 2:0 gegen Jugoslawien behaupten. Auch in den Qualifikationsspielen zur Weltmeisterschaft 1986 in Mexiko war er in der Gruppe 1 in Europa gegen Polen, Albanien und Griechenland aktiv. Belgien und Polen führten punktgleich mit je 8:4 Zählern die Gruppe an und die Mannschaft von Ceulemans musste dadurch als Gruppenzweiter zwei Relegationsspiele gegen die Niederlande bestreiten. Mit einem 1:0-Erfolg in Brüssel und der 1:2-Niederlage in Rotterdam wurde die Fahrkarte für das WM-Turnier 1986 in Mexiko gelöst. Sieben Spiele waren dabei zu Ceulemans Länderspieleinsätzen dazu gekommen. Bei der Weltmeisterschaft 1986 wurde er mit seiner Mannschaft Vierter. Der Kapitän hatte sieben weitere WM-Spiele absolviert und drei Tore erzielt. Das Spiel am 25. Juni 1986 um Platz 3 verlor er mit seiner Mannschaft mit 2:4 nach Verlängerung gegen den Europameister 1984, Frankreich. In der WM-Enzyklopädie von Hardy Grüne ist er in der „WM-Elf 1986“ aufgeführt.
Die Qualifikationsspiele zur Europameisterschaft 1988 in Deutschland waren nicht von Erfolg begleitet. Es reichte für Belgien gegen Irland, Bulgarien, Schottland und Luxemburg nur zum dritten Rang. In sechs Partien hatte Ceulemans zwei Tore für die „rode duivels“ erzielt. Gegen den Gruppensieger Irland remisierte Belgien in Brüssel mit 2:2 und in Dublin mit 0:0. Bei dem torlosen Remis formierte sich das belgische Mittelfeld mit Patrick Vervoort, Enzo Scifo, Ceulemans und Franky Vercauteren. Angreifer Nico Claesen hatte in der Quali in acht Spielen sieben Tore erzielt. Zur erfolgreichen WM-Teilnahme 1990 in Italien hatte der Routinier aus Brügge in sieben Spielen mit einem Treffer in der Qualifikation gegen die Tschechoslowakei, Portugal, Schweiz und Luxemburg beigetragen. In Italien schied er im WM-Turnier im Achtelfinale nach einer 0:1-Niederlage nach Verlängerung gegen England mit seinen Teamkollegen aus. Ceulemans und Scifo hatten über die meiste Zeit das Spiel bestimmt, das Tor erzielte David Platt aber in der 119. Minute. In 52 Länderspielen führte der oftmals als „zurückhängender Linksaußen“ agierende Ceulemans die „Roten Teufel“ als Kapitän auf das Feld. Insgesamt bestritt Ceulemans in drei WM-Turnieren 16 Spiele und schoss dabei vier Tore. In zwei Europameisterschaftsendrunden kommen sieben Spiele mit zwei Toren hinzu. In der Qualifikation zu den EM-Turnieren wird er mit 19 Einsätzen mit vier Toren notiert. Sein letztes Länderspiel absolvierte er am 27. Februar 1991. In Brüssel fand das EM-Qualifikationsspiel gegen Luxemburg statt. Der Gastgeber gewann mit 3:0 Toren und Ceulemans verabschiedete sich mit dem Treffer zum 2:0. Die Formation bei seinem 96. Länderspiel lautete:
Michel Preud’homme – Marc Emmers, Georges Grün, Philippe Albert, Bruno Versavel – Frank Dauwen, Enzo Scifo, Marc Degryse, Ceulemans – Marc Wilmots, Erwin Vandenbergh.
Zwischen 2007 und 2012 war Ceulemans Trainer beim belgischen Erstligisten KVC Westerlo. Zwischen 2012 und 2014 trainierte er den Drittligisten Cappellen FC. Seine vorerst letzte Trainerstation führte ihn zur KMSK Deinze, die er 2015 für wenige Monate betreute.